# Саво Лончар
Саво Лончар (1939 — Козарска Дубица, 5. новембар 2019) био је савјетник председника Владе Републике Српске, министар и члан Сената Републике Српске.

## Биографија
Саво Лончар је био министар за економске односе са иностранством Републике Српске од 1998. до 2001. године у Првој влади Милорада Додика. Такође, био је дугогодишњи директор Хемијске прераде кукуруза у Драксенићу. Постао је члан Сената Републике Српске у другом сазиву Сената 2009. године. Преминуо је 5. новембра 2019. године у Козарској Дубици.
Сахрањен је 7. новембра 2019. године на градском гробљу Урије у Козарској Дубици.